# 阿克巴尔·朱拉耶夫
阿克巴尔·朱拉耶夫（1999年10月8日—），乌兹别克斯坦男子举重运动员，2020年夏季奥运会男子109公斤级金牌得主、2021年世界举重锦标赛男子109公斤级金牌得主、2023年世界举重锦标赛男子109公斤级金牌得主。